# PPIE
PPIE (англ. Peptidylprolyl isomerase E) – білок, який кодується однойменним геном, розташованим у людей на короткому плечі 1-ї хромосоми.  Довжина поліпептидного ланцюга білка становить 301 амінокислот, а молекулярна маса — 33 431.
| 10         |  | 20         |  | 30         |  | 40         |  | 50         |
| ---------- |  | ---------- |  | ---------- |  | ---------- |  | ---------- |
| MATTKRVLYV |  | GGLAEEVDDK |  | VLHAAFIPFG |  | DITDIQIPLD |  | YETEKHRGFA |
| FVEFELAEDA |  | AAAIDNMNES |  | ELFGRTIRVN |  | LAKPMRIKEG |  | SSRPVWSDDD |
| WLKKFSGKTL |  | EENKEEEGSE |  | PPKAETQEGE |  | PIAKKARSNP |  | QVYMDIKIGN |
| KPAGRIQMLL |  | RSDVVPMTAE |  | NFRCLCTHEK |  | GFGFKGSSFH |  | RIIPQFMCQG |
| GDFTNHNGTG |  | GKSIYGKKFD |  | DENFILKHTG |  | PGLLSMANSG |  | PNTNGSQFFL |
| TCDKTDWLDG |  | KHVVFGEVTE |  | GLDVLRQIEA |  | QGSKDGKPKQ |  | KVIIADCGEY |
| V          |  |            |  |            |  |            |  |            |

A: Аланін

C: Цистеїн

D: Аспарагінова кислота

E: Глутамінова кислота

F: Фенілаланін

G: Гліцин

H: Гістидин

I: Ізолейцин

K: Лізин

L: Лейцин

M: Метіонін

N: Аспарагін

P: Пролін

Q: Глутамін

R: Аргінін

S: Серин

T: Треонін

V: Валін

W: Триптофан

Кодований геном білок за функціями належить до ізомераз, ротамаз, фосфопротеїнів. 
Задіяний у таких біологічних процесах як процесінг мРНК, сплайсінг мРНК. 
Білок має сайт для зв'язування з РНК. 
Локалізований у ядрі.